# Hungarian Ladies Open
L'Hungarian Ladies Open è stato un torneo femminile di tennis che si è giocato a Budapest in Ungheria. Fin dal 2017 questo torneo si è disputato su cemento indoor ed ha fatto parte della categoria International. Alison Van Uytvanck detiene il record per maggior titoli vinti, due consecutivi, nel singolare.

## Albo d'oro

### Singolare
| Anno | Categoria     | Vincitrice              | Finalista           | Punteggio        |
| ---- | ------------- | ----------------------- | ------------------- | ---------------- |
| 2019 | International | Alison Van Uytvanck (2) | Markéta Vondroušová | 1–6, 7–5, 6–2    |
| 2018 | International | Alison Van Uytvanck (1) | Dominika Cibulková  | 6–3, 3–6, 7–5    |
| 2017 | International | Tímea Babos             | Lucie Šafářová      | 6(4)–7, 6–4, 6–3 |

### Doppio
| Anno | Categoria     | Vincitrici                            | Finaliste                         | Punteggio        |
| ---- | ------------- | ------------------------------------- | --------------------------------- | ---------------- |
| 2019 | International | Ekaterina Aleksandrova Vera Zvonarëva | Fanny Stollár Heather Watson      | 6–4, 4–6, [10–7] |
| 2018 | International | Georgina García Pérez Fanny Stollár   | Kirsten Flipkens Johanna Larsson  | 4–6, 6–4, [10–3] |
| 2017 | International | Su-wei Hsieh Oksana Kalašnikova       | Arina Rodionova Galina Voskoboeva | 6–3, 4–6, [10–4] |